# E. R. Hughes
Ernest Richard Hughes (geboren 5. Januar 1883; gestorben 20. Oktober 1956) war ein britischer Sinologe und Missionar. Er war Reader für chinesische Philosophie und  Religion an der Universität Oxford (1934–1942). In den Jahren 1911–1931 war er als Missionar in China.
Das Werk The Spirit of Chinese Philosophy des chinesischen Philosophen Fung Yu-lan übersetzte er ins Englische.

## Publikationen (Auswahl)
- The Invasion of China by the Western World. (Pioneer Histories). Adam and Charles Black, London, 1937 Digitalisat
  - frz. Übers. L'invasion de la Chine par l'Occident. Introduction historique – L'influence des missions – L'influence de l'esprit politique occidental – La destruction de l'ancienne éducation – Science occidentale et médecine – La nouvelle littérature – La Chine d'aujourd'hui. Payot, Paris, 1938 (Traduction de Suzanne Le Quesne. Bibliothèque Historique)
- Chinese Philosophy in Classical Times (Everyman's Library). Littlehampton Book Services Ltd, 1950 Digitalisat
- (mit Katherine Hughes) Religion in China (Hutchinson's University Library). Hutchinson, 1950 Digitalisat
- Art of Letters: Lu Chi's "Wen Fu," A.D. 302, A Translation and Comparative Study (Bollingen Series, No. 29). Pantheon Books, Copyright 1951
- Two Chinese Poets: Vignettes of Han Life and Thought. 1960 (Online-Teilansicht)
- (Übers.) Fung Yu-lan: The Spirit of Chinese Philosophy. 1947 Digitalisat
- (Übers.) The Great Learning & the Mean-in-Action. Newly translated from the Chinese, with an Introductory Essay on the History of Chinese Philosophy. London: Dent, 1942
- (Vorwort)  O.  Brière; Laurence G. Thompson (Übers. aus dem Frz.) Fifty Years of Chinese Philosophy 1898–1950. 1956 Digitalisat (Übersetzung von: „Les courants philosophiques en Chine depuis 50 ans. (1898–1950)“, Bulletin de l'Université l'Aurore, Série III, X. (1949), 561–654)